# Giorgos Koutroubis
Giorgos Koutroubis (Grieks: Γεώργιος Κουτρουμπής; Athene, 2 oktober 1991) is een Grieks voetballer die doorgaans speelt als centrale verdediger. In juli 2025 verliet hij GS Ilioupolis.

## Spelerscarrière
Koutroubis zette in het seizoen 2010/11 zijn eerste stappen in het profvoetbal, toen hij namens Kallithea debuteerde in de Football League. Twee seizoenen zou de verdediger uitkomen voor die club. In 2012 maakte Koutroubis de overstap naar AEK Athene. Voor AEK speelde hij één seizoen; op 17 juli 2013 ondertekende hij een vierjarige verbintenis voor Panathinaikos. Deze verbintenis werd halverwege 2016 met twee seizoenen verlengd, tot medio 2019. In januari 2018 werd het contract van de Griekse centrumverdediger ontbonden. Hierop trok hij naar België, waar hij bij Standard Luik een contract tekende voor anderhalf jaar. Na een half seizoen namen club en speler afscheid van elkaar. In februari 2019 kreeg de Griek bij Concordia Chiajna een contract tot het einde van het seizoen. Binnen een jaar was hij vertrokken, om voor OFI Kreta te gaan spelen. Na twee jaar bij Újpest verkaste Koutroubis medio 2022 naar Bandırmaspor. Vanaf februari 2024 zat hij een jaar zonder club, voor hij bij GS Ilioupolis terugkeerde in Griekenland.

## Clubstatistieken
| Seizoen | Club              | Competitie         | Competitie | Competitie | Beker | Beker | Internationaal | Internationaal | Totaal | Totaal |
| Seizoen | Club              | Competitie         | Wed.       | Dlp.       | Wed.  | Dlp.  | Wed.           | Dlp.           | Wed.   | Dlp.   |
| ------- | ----------------- | ------------------ | ---------- | ---------- | ----- | ----- | -------------- | -------------- | ------ | ------ |
| 2010/11 | Kallithea         | Football League    | 21         | 0          | 0     | 0     | —              | —              | 21     | 0      |
| 2011/12 | Kallithea         | Football League    | 29         | 0          | 0     | 0     | —              | —              | 29     | 0      |
| 2012/13 | AEK Athene        | Super League       | 29         | 1          | 1     | 0     | —              | —              | 30     | 1      |
| 2013/14 | Panathinaikos     | Super League       | 31         | 2          | 6     | 0     | —              | —              | 37     | 2      |
| 2014/15 | Panathinaikos     | Super League       | 24         | 0          | 2     | 0     | 6              | 0              | 32     | 0      |
| 2015/16 | Panathinaikos     | Super League       | 24         | 0          | 4     | 0     | 4              | 0              | 32     | 0      |
| 2016/17 | Panathinaikos     | Super League       | 28         | 0          | 6     | 0     | 10             | 0              | 44     | 0      |
| 2017/18 | Panathinaikos     | Super League       | 10         | 0          | 1     | 0     | 2              | 0              | 13     | 0      |
| 2017/18 | Standard Luik     | Jupiler Pro League | 7          | 0          | 1     | 0     | —              | —              | 8      | 0      |
| 2018/19 | Concordia Chiajna | Liga 1             | 9          | 0          | 0     | 0     | —              | —              | 9      | 0      |
| 2019/20 | OFI Kreta         | Super League       | 26         | 0          | 3     | 0     | —              | —              | 29     | 0      |
| 2020/21 | Újpest            | Nemzeti Bajnokság  | 18         | 0          | 4     | 0     | —              | —              | 22     | 0      |
| 2021/22 | Újpest            | Nemzeti Bajnokság  | 30         | 0          | 3     | 0     | 4              | 0              | 37     | 0      |
| 2022/23 | Bandırmaspor      | 1. Lig             | 31         | 0          | 0     | 0     | —              | —              | 31     | 0      |
| 2023/24 | Bandırmaspor      | 1. Lig             | 0          | 0          | 0     | 0     | —              | —              | 0      | 0      |
| 2024/25 | GS Ilioupolis     | Super League 2     | 4          | 0          | 0     | 0     | —              | —              | 4      | 0      |
| Totaal  | Totaal            | Totaal             | 321        | 3          | 33    | 0     | 26             | 0              | 380    | 3      |

Bijgewerkt op 22 juli 2025.

## Erelijst
| Competitie             |               |               |               |               |
| Competitie             | Aantal        | Jaren         |               |               |
| Panathinaikos          | Panathinaikos | Panathinaikos | Panathinaikos | Panathinaikos |
| ---------------------- | ------------- | ------------- | ------------- | ------------- |
| Griekse voetbalbeker   | 1             | 2013/14       |               |               |
| Standard Luik          |               |               |               |               |
| Belgische voetbalbeker | 1             | 2017/18       |               |               |